# 덴로쿠
덴로쿠(일본어: 天禄)는 일본의 연호 중 하나이다.
- 전후 : 안나(安和) 이후 - 덴엔(天延) 이전
- 시기 : 970년 ~ 973년
- 천황 : 엔유 천황

## 개원
- 안나 3년 3월 25일(율리우스력 970년 5월 3일)에 개원하여
- 덴로쿠 4년 12월 20일(율리우스력 974년 1월 16일) 덴엔으로 개원되었다.

## 덴로쿠 시기에 일어난 일
- 원년
  - 교토 기온 신사(祇園社)의 레이사이(例祭, 신사에서 매년 열리는 마쓰리 가운데 가장 중요한 마쓰리)인 「기온카이(祇園会)」가 처음으로 치러졌다.
- 3년
  - 후지와라노 가네미치가 내대신(内大臣 나이다이진[*])에 취임.

## 서력과의 대조표
| 덴로쿠      | 원년       | 2년        | 3년        | 4년        |
| ----------- | ---------- | ---------- | ---------- | ---------- |
| 서기 (西紀) | 970년      | 971년      | 972년      | 973년      |
| 간지 (干支) | 경오(庚午) | 신미(辛未) | 임신(壬申) | 계유(癸酉) |

## 같이 보기
- 일본의 연호 일람

| 이전 안나 | 일본의 연호 970년 ~ 972년 | 다음 덴엔 |